# Бессвинцовые припои

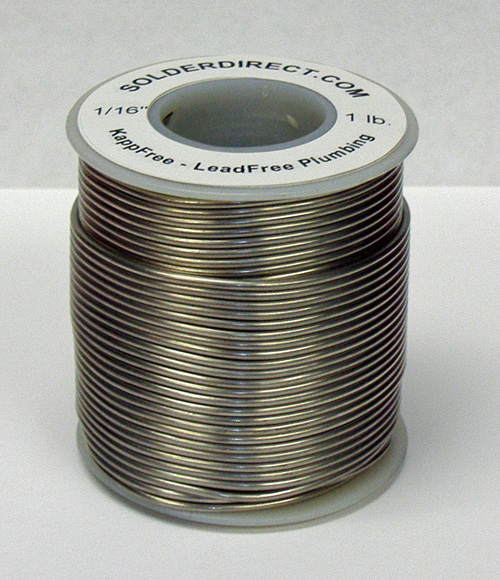
Катушка бессвинцового припоя (с маркировкой в имперских единицах)

Бессвинцовый припой — припой, не содержащий в своём составе свинца. Обычно понятие «бессвинцового припоя» используется в смысле исключения свинца из производства для решения проблем экологии и охраны труда. Таким образом, мягкие припои, не содержащие свинца, но содержащие кадмий, ртуть и т. п., не относятся к бессвинцовым.
Простейший бессвинцовый припой — чистое олово. Самая высокая электропроводность среди мягких припоев. Однако его использование, в том числе при монтаже радиоэлектронной аппаратуры, в большинстве случаев невозможно из-за того, что он подвержен явлению оловянной чумы, росту «усов» при термоциклированиях, образованию интерметаллических поверхностей с сопутствующими трещинами. Подавить образование серого олова можно добавлением небольшого количества других металлов (меди, серебра, золота, висмута), образующих с оловом твёрдые растворы. Однако такие припои имеют значительно более высокие температуры пайки, чем оловянно-свинцовые.
Составы наиболее распространённых припоев:
| Олово | 52 %   | Индий   | 48 %  |      |       | Электроника                                  |
| Олово | 91 %   | Цинк    | 9 %   |      |       | Электроника                                  |
| Олово | 97 %   | Серебро | 2,3 % | Медь | 0,7 % | Электроника                                  |
| Олово | 99,3 % | Медь    | 0,7 % |      |       | Пайка труб для эксплуатации внутри помещений |

Оловянно-висмутовые припои: низкотемпературные, при пайке существенно снижается потребление энергии, что дает возможность использовать их в непосредственной близости от элементов схемы, не подвергая эти элементы высокотемпературному воздействию. 
Почти все бессвинцовые припои имеют меньшую текучесть (смачиваемость), чем оловянно-свинцовые. Для улучшения текучести применяются специальные составы флюсов.
Характеристики шва бессвинцовых припоев, возникающие при длительной эксплуатации, также хуже, чем у припоев, содержащих свинец.
На данный момент ни один из бессвинцовых припоев не считается полной заменой оловянно-свинцового, и ведутся дальнейшие исследования по разработке бессвинцового припоя для полноценной замены таковых.